# Clancy of the Mounted
Clancy of the Mounted é um seriado estadunidense de 1933, gênero aventura, dirigido por Ray Taylor, em 12 capítulos, estrelado por Tom Tyler, Jacqueline Wells, William Desmond, Francis Ford e Tom London. O seriado foi produzido e distribuído pela Universal Pictures, e veiculou nos cinemas estadunidenses a partir de 27 de fevereiro de 1933. Foi o 85º seriado e o 17º da era sonora da Universal Pictures.
Foi baseado no poema Clancy of the Mounted Police, de Robert W. Service. Embora considerado por muito tempo perdido, os seis primeiros capítulos foram lançados em DVD em 2012, pela Hermitage Hill Media; os seis capítulos finais, no entanto, ainda são considerados perdidos. 

## Sinopse
O Sargento Tom Clancy (Tom Tyler), da Polícia Montada do Canadá, é designado para prender seu irmão Steve (Earl McCarthy), acusado de assassinato de John Laurie por Black McDougal (William L. Thorne) e Pierre LaRue (Leon Beaumon).

## Elenco
- Tom Tyler … Sargento Tom Clancy
- Jacqueline Wells … Ann Laurie
- William Desmond … Dave Moran
- Rosalie Roy … Maureen Clancy
- Francis Ford … Inspetor Cabot
- Earl McCarthy … Steve Clancy, irmão de Tom Clancy
- Tom London … Constable McGregor
- Edmund Cobb … Constable McIntosh
- William L. Thorne … "Black" McDougal
- Leon Beaumon … Pierre LaRue
- Monte Montague ... Lumberjack
- Al Ferguson ... Capanga Dogard

## Capítulos
1. Toll of the Rapids
2. Brother Against Brother
3. Ambuscade
4. The Storm
5. A Desperate Chance
6. The Wolf's Fangs
7. The Night Attack
8. Crashing Timbers
9. Fingerprints
10. The Breed Strikes
11. The Crimson Jacket
12. Journey's End

Fonte: